# Cantonul Quissac
Cantonul Quissac este un canton din arondismentul Le Vigan, departamentul Gard, regiunea Languedoc-Roussillon, Franța.

## Comune
- Bragassargues
- Brouzet-lès-Quissac
- Cannes-et-Clairan
- Carnas
- Corconne
- Gailhan
- Liouc
- Orthoux-Sérignac-Quilhan
- Quissac (reședință)
- Saint-Théodorit
- Sardan
- Vic-le-Fesq